# Артистът
„Артистът“ (на английски: The Artist) е френска трагикомедия от 2011 г., режисирана от Мишел Азанависиюс, с участието на Жан Дюжарден и Беренис Бежо.

## Сюжет
Творбата представя историята на американски артист от най-висока класа, който играе в неми филми, но в края на 20-те години на XX век отказва да участва в прехода към филми със звук.

## В ролите
| Актьор         | Роля             |
| -------------- | ---------------- |
| Жан Дюжарден   | Джордж Валентайн |
| Беренис Бежо   | Пепи Милър       |
| Джон Гудман    | Ал Зимър         |
| Джеймс Кромуел | Клифтън          |
| Миси Пайл      | Констанс         |

## Награди и номинации
| Награда                              | Категория                              | Номиниран(и)                         | Резултат  |
| ------------------------------------ | -------------------------------------- | ------------------------------------ | --------- |
| Награди на филмовата академия на САЩ | Най-добър филм                         | Най-добър филм                       | награда   |
| Награди на филмовата академия на САЩ | Най-добър режисьор                     | Мишел Азанависиюс                    | награда   |
| Награди на филмовата академия на САЩ | Най-добра мъжка роля                   | Жан Дюжарден                         | награда   |
| Награди на филмовата академия на САЩ | Най-добри костюми                      | Марк Бриджис                         | награда   |
| Награди на филмовата академия на САЩ | Най-добра филмова музика               | Людовик Бурсе                        | награда   |
| Награди на филмовата академия на САЩ | Най-добра поддържаща женска роля       | Беренис Бежо                         | номинация |
| Награди на филмовата академия на САЩ | Най-добър оригинален сценарий          | Мишел Азанависиюс                    | номинация |
| Награди на филмовата академия на САЩ | Най-добри декори                       | Най-добри декори                     | номинация |
| Награди на филмовата академия на САЩ | Най-добър филмов монтаж                | Най-добър филмов монтаж              | номинация |
| Награди на филмовата академия на САЩ | Най-добра кинематография               | Най-добра кинематография             | номинация |
| Награда на БАФТА                     | Най-добър филм                         | Най-добър филм                       | награда   |
| Награда на БАФТА                     | Най-добра кинематография               | Най-добра кинематография             | награда   |
| Награда на БАФТА                     | Най-добър режисьор                     | Мишел Азанависиюс                    | награда   |
| Награда на БАФТА                     | Най-добър оригинален сценарий          | Мишел Азанависиюс                    | награда   |
| Награда на БАФТА                     | Най-добър актьор в главна роля         | Жан Дюжарден                         | награда   |
| Награда на БАФТА                     | Най-добра филмова музика               | Людовик Бурсе                        | награда   |
| Награда на БАФТА                     | Най-добри костюми                      | Марк Бриджис                         | награда   |
| Награда на БАФТА                     | Най-добра актриса в главна роля        | Беренис Бежо                         | номинация |
| Награда на БАФТА                     | Най-добри декори                       | Най-добри декори                     | номинация |
| Награда на БАФТА                     | Най-добър филмов монтаж                | Най-добър филмов монтаж              | номинация |
| Награда на БАФТА                     | Най-добър звук                         | Най-добър звук                       | номинация |
| Награда на БАФТА                     | Най-добър грим и прически              | Най-добър грим и прически            | номинация |
| Златен глобус                        | Най-добър филм - мюзикъл или комедия   | Най-добър филм - мюзикъл или комедия | награда   |
| Златен глобус                        | Най-добър актьор в мюзикъл или комедия | Жан Дюжарден                         | награда   |
| Златен глобус                        | Най-добра филмова музика               | Людовик Бурсе                        | награда   |
| Златен глобус                        | Най-добър режисьор                     | Мишел Азанависиюс                    | номинация |
| Златен глобус                        | Най-добър сценарий                     | Мишел Азанависиюс                    | номинация |
| Златен глобус                        | Най-добра поддържаща актриса           | Беренис Бежо                         | номинация |